# 南澳戰鬥
南澳戰鬥發生於1938年6月21日-8月24日，地點則是在中國广东东部南澳岛。是抗日戰爭主要戰鬥之一，为广东抗日第一仗。交戰一方為守軍之國民革命軍，另一方則為日軍。

## 南澳沦陷
1938年6月20日，日军调集20余艘舰艇和4架飞机轰炸南澳。21日凌晨3时，日本海军陆战队以300余人，在炮火掩护下，从南澳县城西部一带登上南澳岛，分四路进犯，两路在外海的钱澳与宰猪澳，两路在内海的长山尾与西园山背。时驻南澳的中国保安队罗静涛部稍事抵抗就逃往饶平县柘林，而县长兼自卫团长林捷之以久病为由，仓促逃至饶平县海山。6月23日，日本海军控制了南澳全岛。时驻防汕头的中国陆军第157师师长黄涛将畏敌潜逃的罗静涛、林捷之扣押，呈准驻广州第4路军副总司令余汉谋，将罗静涛公审枪决，将林捷之押解到广州总部囚禁（另于10月21日判其有期徒刑5年）。

## 收复失地
7月初，黄涛师长从师部所在地的丰顺县汤坑来到汕头，召开军事会议。时任汕头市长何彤、第9区抗日民众自卫团统率委员会主任刘志陆、副主任陈卓凡，第8区抗日民众自卫团统率委员会主任翁照垣、副主任林先立，157师参谋长李宏达以及157师3位团长等军政警察要员10余人出席会议。会议决定以饶澄潮（参见潮澄饶）自卫队洪之政部为先锋队，以940团第1营吴耀波部为主攻部队。洪部、吴部到达南澳后统一由吴指挥，渡海部队一律称作“义勇军”，不暴露原番号。 
7月10日夜，饶澄潮地区自卫总队首先出兵偷袭南澳岛伪军，并将捕获的11名汉奸押回海山。
7月14日-16日，157师1个营和自卫总队一部共360人分三批从海山出发，南澳宣告收复。17日，收复县城，南澳宣告收复。

## 南澳再度沦陷
自17日起，日军30余艘舰艇，陆续开往南澳附近海面，对南澳进行封锁炮击，又以10余架飞机进行轰炸。20日，千余日军开始进行登陆，义勇军利用地形同日军进行激战。但日军人数众多，武器精良，水陆两路并进。义勇军只得边战边撤至黄花山上。
21—23日，日军出动近3000人，分三路进攻黄花山。环岛日军舰艇以排炮向山上猛轰。24日起，义勇军阵地失守，官兵化整为零，藏于山洞。8月初，义勇军奉命撤退，80余人渡海生还。
南澳战斗，毙伤日军超过500人，其中击毙日军联队长2名，义勇军壮烈殉国者260多人。

## 中国义勇军南澳抗日牺牲将士纪念碑
1995年，南澳县人民政府在黄花山龟埕上建立起有义勇军民塑像的“中国义勇军南澳抗日牺牲将士纪念碑”，1997年冬在纪念碑后面建抗日纪念馆。